# كالبرت تشيني
كالبرت تشيني (بالإنجليزية: Calbert Cheaney)‏ مواليد 17 يوليو 1971 في إيفانسفيل، هو لاعب كرة سلة أمريكي سابق أصبح مدرباً بدأ مسيرته الاحترافية في سنة 1993. تم اختياره من قبل فريق واشنطن ويزاردز خلال الدرافت. يبلغ طوله 6 قدم 7 بوصة (2.0 م). حقق المركز الأول في الألعاب الجامعية الصيفية 1991. اعتزل اللعب في 2006. أحرز خلال مسيرته في الإن بي إيه 7826 نقطة بمعدل 9.5 نقاط في المباراة الواحدة.

## المسيرة الاحترافية
لعب مع واشنطن ويزاردز من سنة 1993 إلى 1999، ثم لعب مع بوسطن سيلتكس في موسم 1999–2000، ثم لعب مع دنفر ناغتس من سنة 2000 إلى 2002، ثم لعب مع يوتا جاز في موسم 2002–2003، ثم لعب مع غولدن ستايت ووريورز من سنة 2003 إلى 2006.

## الميداليات
| الميدالية | المسابقة                      |
| --------- | ----------------------------- |
| ذهبية     | الألعاب الجامعية الصيفية 1991 |

## روابط خارجية
- كالبرت تشيني على موقع IMDb (الإنجليزية)
- كالبرت تشيني على موقع إن بي أي (الإنجليزية)
- كالبرت تشيني على موقع سبورتس رفرنس (الإنجليزية)
- كالبرت تشيني على موقع كرة السلة الأوروبية.كوم (الإنجليزية)
- كالبرت تشيني على موقع كلية كرة السلة في سبورتس رفرنس.كوم (الإنجليزية)
- كالبرت تشيني على موقع ريلجم (الإنجليزية)
- كالبرت تشيني على موقع بروبوليرز (الإنجليزية)
- كالبرت تشيني على موقع سبورتس رفرنس (الإنجليزية)